# 海梅拉 (印第安納州)
海梅拉（英語：Hymera）是一個位於美國印地安納州沙利文縣的城鎮。

## 人口
根據2010年美國人口普查的數據，海梅拉的面積為1.84平方千米，當中陸地面積為1.84平方千米，而水域面積為0.00平方千米。當地共有人口801人，而人口密度為每平方千米435人。